# Aage Rydstrøm-Poulsen
Aage Rydstrøm-Poulsen (* 21. Juni 1951 in Hvide Sande) ist ein dänischer Theologe und Hochschullehrer.

## Leben
Aage Rydstrøm-Poulsen ist der Sohn des Fischers Johannes Poulsen († 1986) und seiner Frau Grethe Rydstrøm († 2011). Er studierte am Vestjysk Gymnasium in Tarm, das er 1970 abschloss. Anschließend begann er ein Theologiestudium an der Universität Aarhus, das er 1978 als cand. theol. beendete. Von 1979 bis 1982 arbeitete er als Pastor im Davids Sogn in Kopenhagen. Von 1982 bis 1985 war er Seniorstipendiat an der Universität Kopenhagen. 1985 wurde er Pastor im Hans Egedes Sogn in Kopenhagen. Von 1989 bis 1991 war er nebenher Dozent für Kirchengeschichte an der Universität Aarhus. 1993 promovierte er in Theologie an der Universität Kopenhagen. Im selben Jahr war er als Gastdozent an der Western Michigan University. Von 1995 bis 1998 arbeitete er erneut dort und war in diesen Zeiträumen als Pastor beurlaubt. 1999 kehrte er an die Universität Kopenhagen zurück, wo er in Kirchengeschichte unterrichtete. 2000 wurde er dr. theol. 2004 verließ er seine Kirchengemeinde erneut und zog nach Grönland. Obwohl er noch bis 2018 beurlaubt war, sollte er nicht mehr dorthin zurückkehren. In Grönland wurde er zum Institutsleiter für Theologie an der Universität von Grönland ernannt. 2008 war er während der grönländischen Universitätsreform als Rektor der Universität tätig. Von 2009 bis 2021 war er Leiter der Abteilung für Theologie und von 2018 bis 2021 Institutsleiter für Kultur, Sprache und Geschichte. Anschließend wurde er pensioniert. 2021 wurde er zum Ritter des Dannebrogordens ernannt.

## Werke (Auswahl)
- 1985: Spiritualitet (Mitautor)
- 1986: Richard af Saint-Victor: Om Treenigheden
- 1993: Ordet, kirken og kulturen (Mitautor)
- 2000: Signy l’Abbaye et Guillaume de Saint-Thierry (Mitautor)
- 2002: The Gracious God. Gratis in Augustine and the Twelfth Century (Doktorarbeit)
- 2004: Truth as Gift (Mitautor)
- 2015: Unity of Spirit (Mitautor)
- 2016: A Companion to Medieval Christian Humanism (Mitautor)
- 2018: Kristendom i Grønland (Mitherausgeber)
- 2019: A Companion to William of Saint-Thierry (Mitautor)
- 2021: Tro og samfund i Grønland i 300-året for Hans Egedes ankomst (Mitherausgeber)
- 2021: Richard of Saint-Victor: On the Trinity (Übersetzer)